# Théo De Joncker
Théo De Joncker (oprindelig Théodore Jean Dejoncker) (født 11. april 1894 i Bruxelles - død 12. juli 1964 i Asse, Belgien) var en belgisk komponist, dirigent og violinist.
De Joncker studerede komposition og violin på det Kongelige Musikkonservatorium i Bruxelles hos August de Boeck, Paul Gilson og César Thomson. Han var i en lang årrække dirigent for det Belgiske Nationale Radio Orkester. Han har skrevet 3 symfonier, orkesterværker, kammermusik, koncertmusik, blæserstykker, korværker, vokalværker og klaverstykker.

## Udvalgte værker
- Symfoni nr. 1 "Symfoni Burlesk" (1939) - for orkester
- Symfoni nr. 2 "Klassisk Symfoni" (1939) - for orkester
- Symfoni nr. 3 "Romantisk Symfoni" (1943) - for orkester
- "Musikalsk Portræt" af Bernard Shaw (1944) - for orkester